# Cantons de l'illa de la Reunió
Llista dels 49 cantons del departament de l'illa de la Reunió, per districte :
- Districte de Saint-Benoît (9 cantons - sots-prefectura: Saint-Benoît) :
Cantó de Bras-Panon - Cantó de La Plaine-des-Palmistes - Cantó de Saint-André-1 - Cantó de Saint-André-2 - Cantó de Saint-André-3 - Cantó de Saint-Benoît-1 - Cantó de Saint-Benoît-2 - Cantó de Sainte-Rose - Cantó de Salazie

- Districte de Saint-Denis (11 cantons - prefectura : Saint-Denis) :
Cantó de Saint-Denis-1 - Cantó de Saint-Denis-2 - Cantó de Saint-Denis-3 - Cantó de Saint-Denis-4 - Cantó de Saint-Denis-5 - Cantó de Saint-Denis-6 - Cantó de Saint-Denis-7 - Cantó de Saint-Denis-8 - Cantó de Saint-Denis-9 - Cantó de Sainte-Marie - Cantó de Sainte-Suzanne

- Districte de Saint-Paul (11 cantons - sots-prefectura : Saint-Paul) :
Cantó de Le Port-1 - Cantó de Le Port-2 - Cantó de La Possession - Cantó de Saint-Leu-1 - Cantó de Saint-Leu-2 - Cantó de Saint-Paul-1 - Cantó de Saint-Paul-2 - Cantó de Saint-Paul-3 - Cantó de Saint-Paul-4 - Cantó de Saint-Paul-5 - Cantó de Trois-Bassins

- Districte de Saint-Pierre (18 cantons - sots-prefectura : Saint-Pierre) :
Cantó de Les Avirons - Cantó d'Entre-Deux - Cantó de L'Étang-Salé - Cantó de Petite-Île - Cantó de Saint-Joseph-1 - Cantó de Saint-Joseph-2 - Cantó de Saint-Louis-1 - Cantó de Saint-Louis-2 - Cantó de Saint-Louis-3 - Cantó de Saint-Philippe - Cantó de Saint-Pierre-1 - Cantó de Saint-Pierre-2 - Cantó de Saint-Pierre-3 - Cantó de Saint-Pierre-4 - Cantó de Le Tampon-1 - Cantó de Le Tampon-2 - Cantó de Le Tampon-3 - Cantó de Le Tampon-4